# Linha Aigle-Leysin
A Linha Aigle-Leysin (AL) é linha de  caminho de ferro de 6,2 km, a via única, de bitola métrica que circula no cantão de  Vaud  entre Aigle e Leysin.
A AL é uma das linhas dos Transportes públicos do Chablais (TPC) que além desta possui:
- Linha Aigle-Leysin (AL)
- Linha Aigle-Ollon-Monthey-Champéry (AOMC)
- Linha Aigle-Sépey-Diablerets (ASD)
- Linha Bex-Villars-Bretaye (BVB)

|  |

Os Transportes públicos do Chablais (TPC) são uma empresa ferroviária do Cantão de Vaud que foi criada em 1999 com a fusão de quatro companhias de caminho de ferro a bitola métrica na região do Chablais Vaudois, Além do caminho de ferro esta empresa também possui uma rede de autocarros.

## História

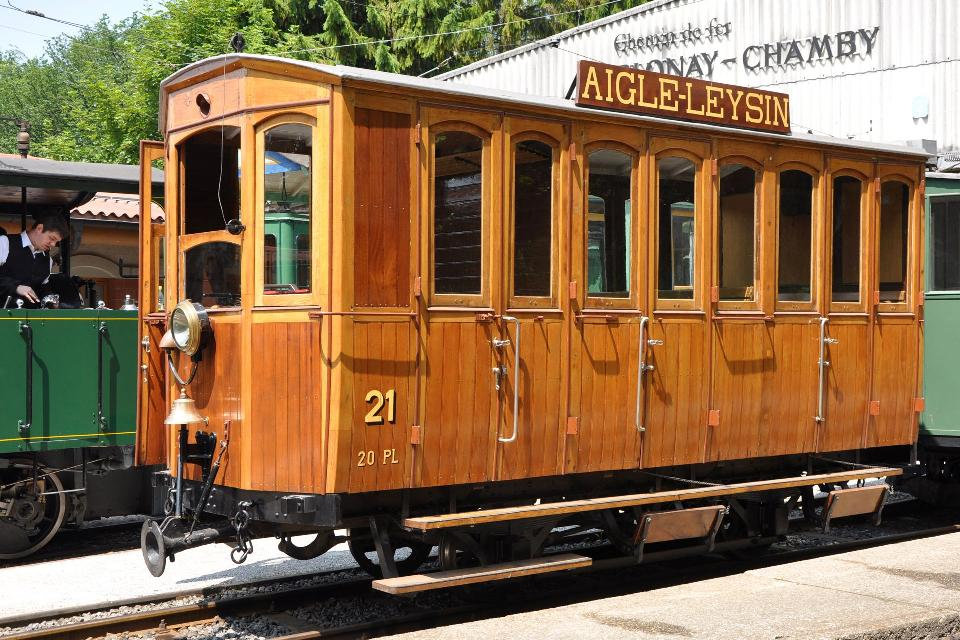
Um eléctrico da AL

O destino de Leysin, aldeia de agricultura de montanha, muda radicalmente nos anos 1880, quando se verifica que a sua situação favorece o desenvolvimento de sanatórios para tratar os tuberculosos, mas rapidamente o serviço de diligências que demora 3 a 5 horas para fazer o trajecto Aigle-Sépey-Leysin não satisfaz as exigências, mesmo da época. Em 1885 começa a falar-se entre o habitantes e os directores dos hotéis e sanatórios de Leysin de uma ligação por eléctrico e em Setembro de 1891 é feito um pedido para a criação de um caminho de ferro misto - aderência/cremalheira - entre Aigle e Leysin com 6,9 km de comprimento e uma porção a cremalheira de 5 km com um declive de 2 por mil. Os estatutos da AL são aceites, e em breve uma petição é lançada por Aigle-Aldeia para a construção de uma estação de caminho de ferro o que não é do agrado da AL a face com várias despesas.
Depois de ser ter optado pela bitola métrica, foi aberta uma porção entre por eléctrico entre Aigle e o Grande Hotel dos Banhos, em Aigle. A inauguração teve lugar a 5 de Maio de 1910, quando se trabalhava na extensão até Feydey, que ela foi inaugurada a 5 de Novembro desse ano. Os resultados são espectaculares em valores de frequência e de benefícios, a tal ponto que para não pagar tantos impostos a AL decide de mandar construir um viaduto de 200 m entre  Leysin-Village e Leysin-Feydey.
O sucesso da AL suscita o interesse e são pedidas vários concecções como:
- 1909; Funicular Leysin Aldeia-Feydey
- Funicular Feydey-Temeley
- 1912; Linha de ferro mista Feydey–Lac d’Aï

Os anos 1930 foram menos brilhantes pelo que fechou a ligação Aigle e o Grande Hotel dos Banhos e o Grande Hotel em 1934. Em 1950 pôs em serviço novas automotoras e Leysin evoluiu para uma estação turística a tal ponto que me 1971 atingiu-se o número recorde de 331 092 passageiros.

## Características
- Comprimento; 6,2 km
- Bitola; métrica
- Declive máx; 23 ‰
- Cremalheira; Sistema Abt
- Linha de via única

## Imagens
Imagens da construção das linhas, na referência, TPC: Historique.